# Platja de Serantes
La platja de Serantes, també coneguda com a platja de Serantes i El Sarrello es troba en els voltants del poble asturià de Serantes, en el concejo de Tàpia de Casariego.
Segons el Ministeri d'Agricultura, Alimentació i Medi ambient, la platja de Sarrello és indeoendiente i presenta característiques pròpies. Forma part de la Costa Occidental d'Astúries i presenta protecció mediambiental per estar catalogada com ZEPA i LIC.

## Descripció
Durant els caps de setmana té una afluència massiva. Els accessos poden ser rodats fins a uns 500 metres de la platja i la seva perillositat és mitjana. Els pobles més propers són els de Cornayo i Serantes. L'accés des de Serantes cap a «El Serrallo» està ben senyalitzat des de Serantes on, seguint la pista indicada, s'arriba molt bé fins a un aparcament remodelat últimament.
És una platja d'uns 250 metres de longitud i una amplària mitjana de 150 metres. Està situada en la desembocadura del riu Tol que ho fa per la zona oest. Té la sorra torrada fosca i gra de grandària mitjana. En baixamar s'uneix amb la Platja de Mexota, té marismas i un camp dunar. En baixamar també es pot anar caminant cap a l'oest fins a arribar a la platja petita contigua de «El Serrallo» i posteriorment fins a la platja de Mexota.
Tenen equip de vigilància, un càmping proper, dutxes, aparcament i papereres. És una platja molt apta per a tota la família.